# Estora ajustada alcista
Estora ajustada alcista (en anglès: Bullish Mat Hold Pattern) és un patró d'espelmes japoneses que esdevé un fort senyal de continuïtat de la tendència alcista. És un patró similar a la Triple formació alcista per bé que en el present cas la força alcista és major.

## Criteri de reconeixement
1. La tendència prèvia és alcista
2. Es forma una primera espelma blanca llarga
3. Al següent dia s'obre amb gap alcista, però es tanca per sota (espelma negra)
4. Els següents dos dies es formen dues espelmes negres (o inclús blanques) amb cos petit que tanquen el gap alcista previ
5. Finalment s'obra a l'alça, es forma una segona espelma blanca llarga, i es tanca formant un nou high

## Explicació
Estora ajustada alcista és un potent patró de continuïtat en una tendència alcista. Les petites espelmes negres indiquen una progressiva presa de beneficis, però els bears no tenen prou força com per provocar tancaments inferiors al de l'espelma blanca llarga. Finalment els bulls tornen a aparèixer amb força davant la debilitat dels bears i aquests tanquen posicions donant lloc a una nova espelma blanca llarga.

## Factors importants
És un patró similar a la Triple formació alcista, per bé que en aquest darrer cas la força dels bulls era menor. Malgrat que aquí la força dels bulls és molt potent se suggereix esperar confirmació l'endemà en forma d'espelma blanca amb tancament superior o gap alcista.